# Vodní nádrž Letovice
Vodní nádrž Letovice je údolní nádrž vybudovaná na říčce Křetínce (podle které je nádrž nazývána rovněž vodní nádrž Křetínka) v letech 1972–1976, do plného provozu byla následně předána v roce 1978. Hlavním posláním tohoto vodního díla je vylepšení průtoků řeky Svitavy po vybudování II. Březovského vodovodu, jehož čerpání vody ze studní a jímacích vrtů u Muzlova v bezprostřední blízkosti Svitavy mohlo způsobit snížení průtoku v řece. Dále je přehrada využívána pro rekreaci, rybolov a vodní sporty. Rekreaci zajišťuje středisko Svitavice, vodní sporty Jachetní oddíl TJ Sokol Letovice.

## Parametry nádrže
- Délka: 4,7 km

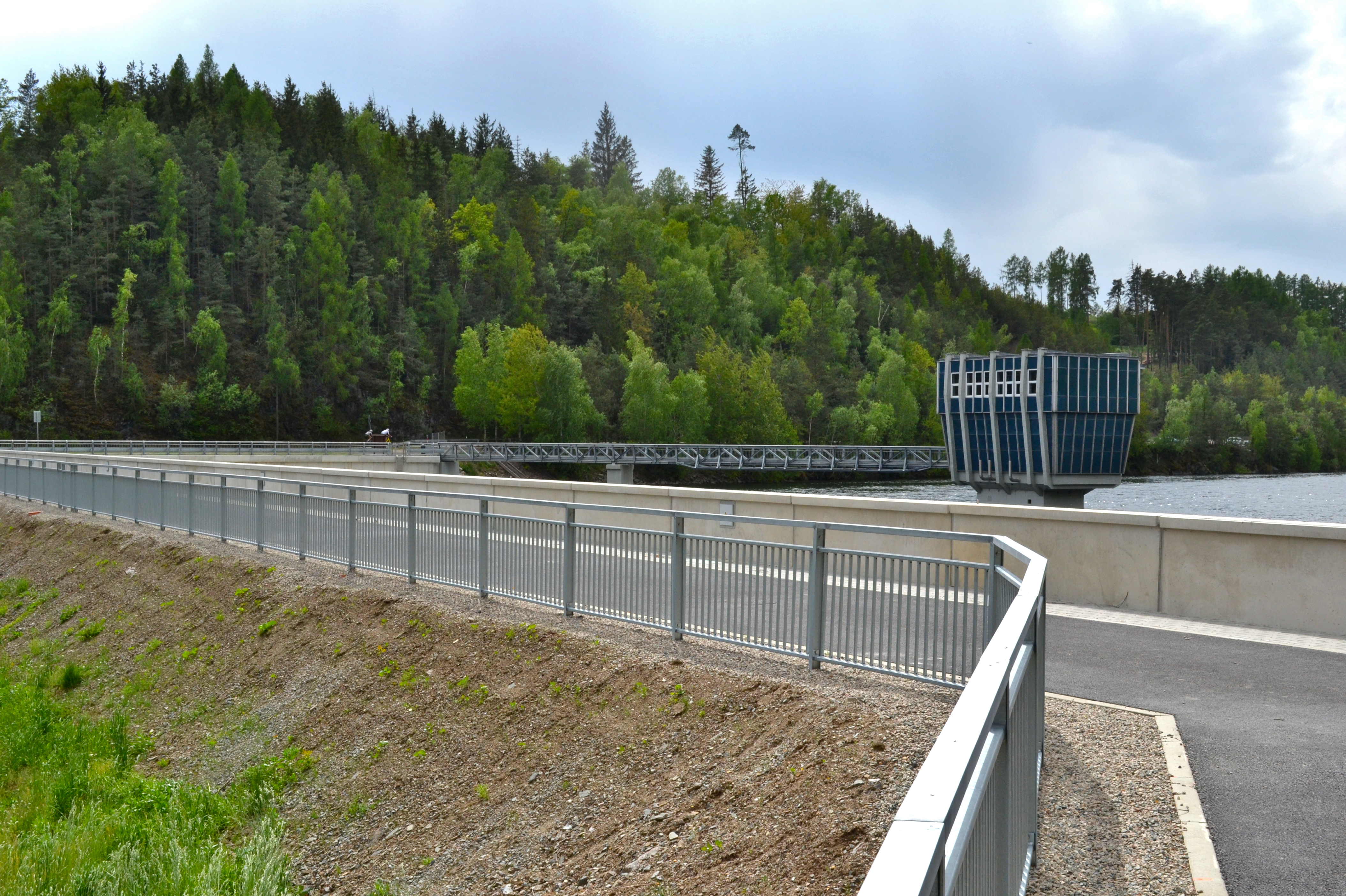
přehrada, manipulační věž a hráz

- Největší šířka: 397 m (od mostu přes Bohuňovskou zátoku ke Svitavici)
- Největší hloubka: 27,3 m
- Zatopená plocha: 104,6 ha

Z jachtařského pohledu se jedná o typickou údolní nádrž, kde jsou plně využitelné pouze větry vanoucí ze západních nebo východních směrů.